# Resolució 977 del Consell de Seguretat de les Nacions Unides
La Resolució 977 del Consell de Seguretat de les Nacions Unides fou adoptada per unanimitat el 22 de febrer de 1995. després de recordar la Resolució 955 (1994), en què el Consell va ser determinar la seu del Tribunal Penal Internacional per a Ruanda (TPIR) i prenent nota de l'informe del Secretari General Boutros Boutros-Ghali, el Consell va decidir que la seva seu estaria a Arusha, Tanzània.
D'acord amb l'informe del secretari general, la decisió va marcar la segona fase del procés en el qual s'estableix el TPIR, que ara permetrà començar el procés de selecció dels sis jutges de primera instància. El representant de Ruanda al Consell, Manzi Bakuramutsa, va dir que, encara que el seu govern no doni suport a la decisió d'assignar la seu fora de Ruanda, seguiria cooperant amb el Consell de Seguretat.